# Anthurium pallens
Anthurium pallens är en kallaväxtart som beskrevs av Heinrich Wilhelm Schott. Anthurium pallens ingår i släktet Anthurium och familjen kallaväxter. Inga underarter finns listade.